# Odo III. (Burgund)

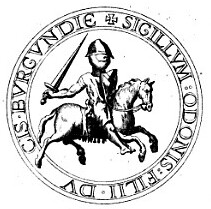
Siegel Odos III.

Odo III. (französisch Eudes III, * 1166; † 6. Juli 1218 in Lyon) war Herzog von Burgund von 1192 bis 1218. 

## Herkunft
Er war der Sohn des Herzogs Hugo III. von Burgund und der Alix von Lothringen.

## Leben
Im Kampf gegen König Philipp II. August verteidigte Odo für seinen Vater die Burg von Châtillon-sur-Seine, konnte sie aber nicht halten und wurde 1187 gefangen genommen. 1190 übernahm er die Regentschaft in Burgund, nachdem sich der Vater auf den dritten Kreuzzug begeben hatte. Als dieser 1192 in Akkon starb, folgte Odo ihm als Herzog nach. Er unterstützte die Ehe des Königs mit Ingeborg von Dänemark und wurde dafür exkommuniziert. Den deutschen Thronstreit nutzte Odo, um seinen Einfluss auf benachbartes Reichsgebiet auszudehnen.
Odo nahm am Albigenserkreuzzug im Jahr 1209 teil. Als ranghöchster Adliger hatte er dabei die Führung des Heeres inne und leitete erfolgreich die Belagerungen von Béziers (Juli 1209) und Carcassonne (August 1209). Danach beendete er seine Teilnahme und überließ die Führung Simon IV. de Montfort.
1214 kämpfte er in der Schlacht bei Bouvines, wo er den rechten Flügel des französischen Heeres führte. 1218 brach er auf, um das Heer des Fünften Kreuzzugs zu verstärken, das gerade Damiette in Ägypten belagerte, starb aber während der Vorbereitungen in Lyon.

## Ehen und Nachkommen
Er heiratete 1194 Mathilde, Infantin von Portugal (* wohl 1157; † 1218), Tochter des Königs Alfons I. und der Mathilde von Savoyen, sowie Witwe von Philipp von Elsass, die er aber bereits 1195 wieder verstieß.
1199 heiratete er dann Alix von Vergy (* wohl 1182; † 1252), Tochter des Hugo, Herrn von Vergy (Haus Vergy), und der Gillette de Trainel. Ihre gemeinsamen Kinder waren:
- Johanna (Jeanne) (* 1200; † 1223), ⚭ Raoul II. von Issoudun († vor 1250), Herr von Issoudun und Graf von Eu;
- Alix (* 1204; † 1266), ⚭ Robert I. Dauphin († 1262), Graf von Clermont und Dauphin von Auvergne;
- Hugo IV. (Hugues IV.) (* 9. März 1213; † 27. Oktober 1272), Nachfolger als Herzog von Burgund, ⚭ (1) 1229 mit Jolanthe (Yolande) (* wohl 1212; † 30. Oktober 1248), Tochter des Grafen Robert III. von Dreux, ⚭ (2) November 1258 mit Beatrix von Champagne (* 1242; † Februar 1295), Tochter des Königs Theobald I. von Navarra;
- Béatrice (* 1216), ⚭ Humbert III. de Thoire († 1279).